# ABRAXAS1
ABRAXAS1 (англ. Abraxas 1, BRCA1 A complex subunit) – білок, який кодується однойменним геном, розташованим у людей на 4-й хромосомі. Довжина поліпептидного ланцюга білка становить 409 амінокислот, а молекулярна маса — 46 663.
| 10         |  | 20         |  | 30         |  | 40         |  | 50         |
| ---------- |  | ---------- |  | ---------- |  | ---------- |  | ---------- |
| MEGESTSAVL |  | SGFVLGALAF |  | QHLNTDSDTE |  | GFLLGEVKGE |  | AKNSITDSQM |
| DDVEVVYTID |  | IQKYIPCYQL |  | FSFYNSSGEV |  | NEQALKKILS |  | NVKKNVVGWY |
| KFRRHSDQIM |  | TFRERLLHKN |  | LQEHFSNQDL |  | VFLLLTPSII |  | TESCSTHRLE |
| HSLYKPQKGL |  | FHRVPLVVAN |  | LGMSEQLGYK |  | TVSGSCMSTG |  | FSRAVQTHSS |
| KFFEEDGSLK |  | EVHKINEMYA |  | SLQEELKSIC |  | KKVEDSEQAV |  | DKLVKDVNRL |
| KREIEKRRGA |  | QIQAAREKNI |  | QKDPQENIFL |  | CQALRTFFPN |  | SEFLHSCVMS |
| LKNRHVSKSS |  | CNYNHHLDVV |  | DNLTLMVEHT |  | DIPEASPAST |  | PQIIKHKALD |
| LDDRWQFKRS |  | RLLDTQDKRS |  | KADTGSSNQD |  | KASKMSSPET |  | DEEIEKMKGF |
| GEYSRSPTF  |  |            |  |            |  |            |  |            |

A: Аланін

C: Цистеїн

D: Аспарагінова кислота

E: Глутамінова кислота

F: Фенілаланін

G: Гліцин

H: Гістидин

I: Ізолейцин

K: Лізин

L: Лейцин

M: Метіонін

N: Аспарагін

P: Пролін

Q: Глутамін

R: Аргінін

S: Серин

T: Треонін

V: Валін

W: Триптофан

Кодований геном білок за функціями належить до регуляторів хроматину, фосфопротеїнів. 
Задіяний у таких біологічних процесах, як пошкодження ДНК, репарація ДНК, альтернативний сплайсинг. 
Локалізований у ядрі.